# 第76回天皇杯・第67回皇后杯 全日本総合バスケットボール選手権大会
第76回天皇杯・第67回皇后杯 全日本総合バスケットボール選手権大会（だい76かいてんのうはい・だい67かいこうごうはい ぜんにほんそうごう―せんしゅけんたいかい）は、2001年1月2日から8日まで開催された全日本総合バスケットボール選手権大会である。

## 出場チーム

### 男子
JBL
- 東芝レッドサンダース（スーパーリーグ1位）
- アイシン精機アイシンシーホース（スーパーリーグ3位）
- 日立サンロッカーズ（スーパーリーグ5位）
- 三菱電機メルコドルフィンズ（スーパーリーグ7位）
- オーエスジーフェニックス（日本リーグ1位）
- デンソーフープギャング（日本リーグ3位）

- いすゞ自動車ギガキャッツ（スーパーリーグ2位）
- トヨタ自動車アルバルク（スーパーリーグ4位）
- ボッシュブルーウィンズ（スーパーリーグ6位）
- 松下電器パナソニックスーパーカンガルーズ（スーパーリーグ8位）
- 新潟アルビレックス（日本リーグ2位）
- 東京海上ビッグブルー（日本リーグ4位）

学生
- 青山学院大学（1位）
- 拓殖大学（3位）
- 中央大学（5位）
- 日本大学（7位）

- 日本体育大学（2位）
- 愛知学泉大学（4位）
- 法政大学（6位）
- 近畿大学（8位）

地方ブロック
- 宮田自動車（北海道）
- 佐田クラブ（関東）
- UPS（東海）
- ファイサンズ岡山（中国）
- 鹿屋体育大学（九州）

- 東北学院大学（東北）
- 富山グラウジーズ（北信越）
- 京都産業大学（近畿）
- 四国電力（四国）

### 女子
WJBL
- ジャパンエナジーJOMOサンフラワーズ（Wリーグ1位）
- 三菱電機コアラーズ（Wリーグ3位）
- 日立戸塚レパード（Wリーグ5位）
- 三井生命ファルコンズ（Wリーグ7位）
- 日立那珂スクァレルズ（WIリーグ1位）
- 甲府クィーンビーズ（WIリーグ3位）

- シャンソン化粧品シャンソンVマジック（Wリーグ2位）
- 日本航空JALラビッツ（Wリーグ4位）
- デンソーアイリス（Wリーグ6位）
- トヨタ自動車アンテロープ（Wリーグ8位）
- 富士通レッドウェーブ（WIリーグ2位）
- アイシン・エィ・ダブリュ ウィングス（WIリーグ4位）

学生
- 愛知学泉大学（1位）
- 樟蔭東女子短期大学（3位）
- 立命館大学（5位）
- 大阪体育大学（7位）

- 日本体育大学（2位）
- 東北学院大学（4位）
- 鹿屋体育大学（6位）
- 東京学芸大学（8位）

地方ブロック
- With Spirits（北海道）
- 松蔭女子大学（関東）
- 岐阜女子高校（東海）
- Beクラブ（中国）
- 鶴屋百貨店（九州）

- 山形銀行（東北）
- 龍谷富山高校（北信越）
- ユニチカ（近畿）
- 香川県明善高校（四国）

## 試合結果

### 男子
決勝
- いすゞ自動車 79 - 61 東芝

### 女子
決勝
- ジャパンエナジー 68 - 64 シャンソン化粧品

## 大会ベスト5

### 男子
- 佐古賢一（いすゞ自動車№13・2年ぶり5度目）
- ルシアス・デービス（いすゞ自動車№10・2年ぶり3度目）
- 北卓也（東芝№7・2年連続2度目）
- 後藤正規（アイシン精機№4・初受賞）
- 折茂武彦（トヨタ自動車№9・6年ぶり2度目）

### 女子
- 桜庭珠美（ジャパンエナジー№5・初受賞）
- 濱口典子（ジャパンエナジー№15・6年連続6度目）
- 永田睦子（シャンソン化粧品№9・3年連続4度目）
- 堀部涼子（日本航空№8・初受賞）
- 古賀京子（三菱電機№14・初受賞）